# Valüna
Valüna – wieś w Liechtensteinie, w regionie Oberland, w gminie Triesen.

## Historia
Wieś wspominana po raz pierwszy w 1378 roku pod nazwą Vallúul.